# Макленнан, Розанна
Розанна «Роузи» Макленнан (англ. Rosanna «Rosie» MacLennan, род. 28 августа 1988 в Кинг-Сити) — канадская гимнастка, прыгунья на батуте, двукратная чемпионка Олимпийских игр в Лондоне (2012) и Рио-де-Жанейро (2016). Имела честь открыть соревнования по прыжкам на батуте среди женщин на Летних Олимпийских играх в Париже (2024).